# Успех (фильм, 1984)
«Успех» — советский художественный фильм режиссёра Константина Худякова. Премьера состоялась в феврале 1985 года.

## Сюжет
Молодой режиссёр Геннадий Максимович Фетисов после расставания с женой уезжает из Москвы — областной театр пригласил его поставить чеховскую «Чайку».
У режиссёра, который стремится поставить классику так, как только он её видит («По-моему, это ещё никто правильно не играл»), трудный характер; он жёстко ведёт большой корабль постановки спектакля по намеченному им курсу. При этом у него своеобразная манера работы с актёрами — в ответ на замечание бывшей жены, что он по характеру «домостроевец», он немного иронично отвечает, что «он — тиран» (этими словами Фетисов явно воспроизводит цитату из монолога профессора Серебрякова из другой пьесы Чехова — «Дядя Ваня»), — из-за чего у него то и дело возникают проблемы с труппой театра: то именитая актриса, репетирующая Аркадину (Арсеньева), отказывается от участия в его постановке («Я не вижу здесь режиссёра…»), то происходит серьёзная ссора со старым приятелем («учились вместе в институте»), первоначально утверждённым на роль Треплева (Зуев), то скоропостижно умирает от сердечного приступа актёр, у которого он накануне отобрал роль Тригорина (Павлик Платонов), понимая, что тот ему не подходит, и пытаясь заменить его на идеального в его видении (Князев).
Постепенно актёры начинают понимать, что классический текст, тонко интерпретируемый режиссёром, актуален куда больше любой «пьесы современного автора». Что каждый диалог, каждая реплика великого драматурга говорит об их собственных сегодняшних проблемах, выражает их сегодняшние мысли и чувства. Иногда они даже не замечают, как, пытаясь сформулировать эти чувства и мысли, непроизвольно цитируют «Чайку».
Все с нетерпением ждут премьеры, с которой связывают большие надежды — Геннадию Максимовичу уже намекают на желание видеть его главным режиссёром театра. Во время премьеры зритель видит терзания Фетисова, его явное внутреннее недовольство результатом своих трудов. Но публика принимает спектакль с восторгом. По всей видимости, так же блестяще постановка воспринята приехавшими московскими критиками (хотя в фильме это явно не показано, но судя по финалу, он снискал-таки давно желанный Успех).
В финальной сцене на вокзале Фетисов с вещами стоит на перроне, собираясь уезжать обратно в Москву. Оборачиваясь, он видит, сквозь окно здания вокзала, как все заинтересованные театральные лица ждут его решения — останется режиссёр или уедет. Фильм заканчивается, оставляя открытый финал.

## В ролях
- Леонид Филатов — Геннадий Максимович Фетисов, молодой режиссёр из столицы
- Алиса Фрейндлих — Зинаида Николаевна Арсеньева, прима областного театра, репетирует Аркадину
- Александр Збруев — Олег Петрович Зуев, однокашник Фетисова, актёр, репетирует Треплева
- Лев Дуров — Павел Афанасьевич («Павлик») Платонов, актёр, репетирует Тригорина
- Алла Мещерякова — Анна Васильевна («Нюся»), жена Платонова, актриса, репетирует Машу Шамраеву
- Лариса Удовиченко — Алла Сабурова, начинающая актриса, репетирует Нину Заречную
- Анатолий Ромашин — Николай Николаевич Князев, актёр, заменяет Павлика Платонова в роли Тригорина
- Мария Полицеймако — Галя, помощник режиссёра, на репетициях подаёт реплики за отсутствующих пока персонажей (Сорина, Дорна и Шамраева)
- Наталья Ткачёва — мать Фетисова
- Людмила Савельева — Инна, бывшая жена Фетисова
- Вацлав Дворжецкий — Яков Гаврилович Винокуров, главный режиссёр областного театра
- Владимир Привалов — Евгений Иванович, директор областного театра (озвучивает Леонид Каневский)
- Сергей Сибель — Колесов, «местный автор» (озвучивает Сергей Малишевский)
- Юрий Сучков — Толя, радист
- Нина Крачковская — актриса
- Вера Бурлакова — актриса
- Вадим Вильский — актёр
- Юрий Леонидов — актёр
- Виктор Маркин — актёр

## Съёмочная группа
- Режиссёр: Константин Худяков
- Сценарист: Анатолий Гребнев
- Оператор: Валентин Пиганов
- Композитор: Вячеслав Ганелин
- Художники: Борис Бланк, Владимир Кирс

## Награды
- Гран-при на Международном кинофестивале (МКФ) в Барселоне (1985)
- Приз «Золотой тюльпан» на МКФ в Стамбуле.
- Приз на МКФ в Вашингтоне.
- Приз на МКФ в Картахене.
- Приз на МКФ в Мангейме.
- Приз Королевской академии киноискусств Швеции.